# キム・ミンジ (カーリング選手)
キム・ミンジ（朝: 김민지、英: Kim Minji、1999年8月16日 - ）は、大韓民国の女子カーリング選手。京畿道議政府市出身。グランドスラム・オブ・カーリング優勝1回。議政府CC所属。

## 経歴
ジュニア時代から頭角を現し、2015-16年シーズンに韓国ジュニア代表で出場した世界ジュニア選手権では「Team Minji KIM」スキップとして銅メダルを獲得。
2016-17年シーズン、ワールドカーリングツアーでツアー初優勝を飾る。また。世界ジュニア選手権に韓国ジュニア代表として出場し4位に終わる。
2017-18年シーズン、世界ジュニア選手権に韓国ジュニア代表として出場、ラウンドロビンを4勝5敗でプレーオフに進めなかった。
2018-19年シーズン、ミンジはスタートから快進撃を続ける。韓国選手権で初優勝を飾り、一般女子4人制の韓国代表となる。どうぎんクラシックで優勝のほか、パシフィックアジア選手権では決勝で日本を破りチーム初出場で金メダルに輝く。このシーズン開催されたワールドカップに全4節韓国代表として出場し、第2節オマハ大会では準優勝、第3節ヨンショーピング大会では優勝という安定した結果を残す。ジュニアの資格を持っており、世界ジュニア選手権に出場、結果は5位。また、冬季ユニバーシアードにも出場。ラウンドロビンを6勝3敗で通過。決勝でスウェーデンに敗れたが銀メダルを獲得。
2019-20年シーズン、ツアーチャレンジ・ティア2に優勝しカナディアン・オープンの出場権を獲得。カナディアン・オープンではトリプルノックアウト敗退の危機から3連勝でプレーオフ進出。準々決勝ではケリー・エイナーソン、準決勝ではアリーナ・コバレワをそれぞれ降し決勝進出。決勝ではアンナ・ハッセルボリに敗れたが初出場で準優勝という成績を残した。また、世界ジュニア選手権では決勝まで進みマッケンジー・ツァカリアスがスキップを務めるカナダに敗れ銀メダル。
2021-22年シーズン、北京オリンピックのトライアル大会となる韓国選手権で準優勝に終わり五輪出場はならなかった。
2022-23年シーズン、キム・ウンジがスキップを務める「Team Eunji GIM」に移籍加入。。

## 戦績

### 韓国代表
- 世界女子カーリング選手権
  - 2019年シルケボー（ デンマーク）-  銅メダル
  - 2024年シドニー（ カナダ）-  銅メダル
- パンコンチネンタルカーリング選手権
  - 2023年ケロウナ（ カナダ）-  金メダル
- パシフィックアジアカーリング選手権
  - 2018年江陵（ 韓国）-  金メダル
- カーリング・ワールドカップ
  - 2018-19 第1節蘇州（ 中国）- 8位
  - 2018-19 第2節オマハ（ アメリカ合衆国）-  銀メダル
  - 2018-19 第3節ヨンショーピング（ スウェーデン）-  金メダル
  - 2018-19 最終節北京（ 中国）- 8位

- 世界ジュニアカーリング選手権
  - 2016年コペンハーゲン（英語版）（ デンマーク）-  銅メダル
  - 2017年江陵（英語版）（ 韓国）- 4位
  - 2018年アバディーン（英語版）（ スコットランド）- 6位
  - 2019年リバプール（ カナダ）- 5位
  - 2020年クラスノヤルスク（ ロシア）-  銀メダル
- 冬季ユニバーシアード
  - 2019 クラスノヤルスク（ ロシア）-  銀メダル

### ワールドカーリングツアー

#### グランドスラム
ワールドカーリングツアーにおける最高峰の大会シリーズであるグランドスラムの成績。
| 略語の説明 | 略語の説明         |
| ---------- | ------------------ |
| C          | 優勝               |
| F          | 準優勝             |
| SF         | ベスト4            |
| QF         | ベスト6・ベスト8   |
| R16        | ベスト16           |
| Q          | 予選敗退           |
| T2         | ティア2（2部）出場 |
| DNP        | 大会不参加         |
| N/A        | 開催せず           |

| 大会 / シーズン        | 2018–19 | 2019–20 | 2020–21 | 2021–22 | 2022–23 | 2023–24 |
| ---------------------- | ------- | ------- | ------- | ------- | ------- | ------- |
| ツアーチャレンジ       | DNP     | T2      | N/A     | N/A     | SF      | QF      |
| カナディアン・オープン | DNP     | F       | N/A     | N/A     | SF      | QF      |
| ナショナル             | DNP     | DNP     | N/A     | DNP     | QF      | C       |
| マスターズ             | DNP     | DNP     | N/A     | Q       | SF      | QF      |
| プレーヤーズ           | DNP     | N/A     | Q       | Q       | SF      | SF      |
| チャンピオンズカップ   | Q       | N/A     | Q       | F       | Q       | N/A     |

- 2020年カナディアン・オープン - 準優勝
- 2022年チャンピオンズカップ - 準優勝
- 2023年ナショナル - 優勝

## チーム

### 4人制女子
| シーズン | フォース     | サード       | セカンド     | リード         | リザーブ         |
| -------- | ------------ | ------------ | ------------ | -------------- | ---------------- |
| 2015–16  | キム・ミンジ | キム・ヘリン | ヤン・テイ   | オ・ソンユン   | イ・ジヨン       |
| 2016–17  | キム・ミンジ | キム・ヘリン | ヤン・テイ   | キム・スジン   | キム・ミョンジュ |
| 2017–18  | キム・ミンジ | キム・ヘリン | ヤン・テイ   | キム・スジン   | カン・チェリン   |
| 2018–19  | キム・ミンジ | キム・ヘリン | ヤン・テイ   | キム・スジン   |                  |
| 2019–20  | キム・ミンジ | キム・ヘリン | ヤン・テイ   | キム・スジン   |                  |
| 2020–21  | キム・ミンジ | ハ・スンヨン | キム・ヘリン | キム・スジン   | ヤン・テイ       |
| 2021–22  | キム・ウンジ | キム・ミンジ | キム・スジ   | ソル・イェウン | ソル・イェジ     |
| 2022–23  | キム・ウンジ | キム・ミンジ | キム・スジ   | ソル・イェウン | ソル・イェジ     |
| 2023–24  | キム・ウンジ | キム・ミンジ | キム・スジ   | ソル・イェウン | ソル・イェジ     |